# Sideris Tasiadis
Sideris Tasiadis (Augusta, 7 maggio 1990) è un canoista tedesco, specializzato nello slalom C1.
In carriera ha vinto un argento olimpico a Londra nel 2012 e, nello stesso anno, un oro ai campionati europei di Augusta, a cui si aggiungono due argenti mondiali e due argenti e un bronzo europeo tutti conquistati nella gara a squadre.

## Palmarès
- Giochi olimpici

Londra 2012: argento nello slalom C1.
Tokyo 2020: bronzo nello slalom C1.
- Mondiali di slalom

2010 - Tacen: argento nel C1 a squadre.
2011 - Bratislava: argento nel C1 a squadre.
2013 - Praga: argento nel C1 a squadre.
- Campionati europei di canoa slalom

2009 - Nottingham: bronzo nel C1 a squadre.
2011 - La Seu d'Urgell: argento nel C1 a squadre.
2012 - Augusta: oro nel C1, argento nel C1 a squadre.
2013 - Cracovia: argento nel C1 e nel C1 a squadre.
2017 - Tacen: oro nel C1 a squadre.